# AFC Champions League 2005
L'AFC Champions League 2005 è stata la 24ª edizione della massima competizione calcistica per club dell'Asia. Il torneo è iniziato l'8 marzo 2005 e si è concluso il 5 novembre 2005, con la vittoria dei sauditi dell'Al-Ittihad, campioni in carica e al 2º titolo consecutivo.

## Regolamento
Fase a gironi
Si parte con 28 squadre divise in 7 gironi da quattro, in base alla regione di provenienza, ovvero i club dell'Asia orientale e del sud-est asiatico sono stati sorteggiati nei gruppi da E a G, mentre il resto è stato raggruppato nei gironi da A a D. Ogni club ha disputato un girone all'italiana con andata e ritorno contro altri tre membri del girone, per un totale di 6 partite ciascuno. I club hanno ricevuto 3 punti per una vittoria, 1 punto per un pareggio, 0 punti per una sconfitta. Le classifiche finali sono state stilate in base ai punti e , a parità di punti tra due o più squadre, si è tenuto conto in ordine dei seguenti criteri:
- Punti guadagnati negli scontri diretti;
- Differenza reti negli scontri diretti;
- Gol negli scontri diretti;
- Punti guadagnati all'interno del gruppo;
- Differenza reti all'interno del gruppo;
- Maggior numero di gol all'interno del gruppo.

Le sette vincitrici dei gironi insieme alla squadra campione in carica sono passate ai quarti di finale.
Fase ad eliminazione diretta
Le 8 squadre qualificate sono state sorteggiate casualmente; tuttavia, l'unica restrizione imposta è stata che i club dello stesso paese non potessero affrontarsi nei quarti di finale. Le partite si sono svolte in gare di andata e ritorno e il punteggio complessivo ha deciso il vincitore della partita. Se il punteggio complessivo non poteva produrre un vincitore, veniva utilizzata la "regola dei gol in trasferta". Se ancora in parità, i club hanno giocato i tempi supplementari, dove si è applicato ancora la "regola dei gol in trasferta". Se ancora in parità, la partita è andata ai rigori.

## Fase a gironi

### Gruppo A
| Squadra    | Pti | G | V | N | P | GF | GS | DR |
| ---------- | --- | - | - | - | - | -- | -- | -- |
| PAS        | 16  | 6 | 5 | 1 | 0 | 12 | 4  | +8 |
| Al Salmiya | 9   | 6 | 3 | 0 | 3 | 8  | 9  | -1 |
| Al Rayyan  | 7   | 6 | 2 | 1 | 3 | 6  | 7  | -1 |
| Al Shorta  | 2   | 6 | 0 | 2 | 4 | 2  | 8  | -6 |

### Gruppo B
| Squadra   | Pti | G | V | N | P | GF | GS | DR  |
| --------- | --- | - | - | - | - | -- | -- | --- |
| Al Ain    | 13  | 6 | 4 | 1 | 1 | 13 | 6  | +7  |
| Sepahan   | 11  | 6 | 3 | 2 | 1 | 10 | 6  | +4  |
| Al-Shabab | 10  | 6 | 3 | 1 | 2 | 7  | 7  | 0   |
| Al Wahda  | 0   | 6 | 0 | 0 | 6 | 5  | 16 | -11 |

### Gruppo C
| Squadra   | Pti | G | V | N | P | GF | GS | DR |
| --------- | --- | - | - | - | - | -- | -- | -- |
| Al Sadd   | 12  | 6 | 4 | 0 | 2 | 8  | 6  | +2 |
| Neftchi   | 9   | 6 | 3 | 0 | 3 | 8  | 7  | +1 |
| Al Kuwait | 7   | 6 | 2 | 1 | 3 | 5  | 6  | -1 |
| Al-Ahli   | 7   | 6 | 2 | 1 | 3 | 8  | 10 | -2 |

### Gruppo D
| Squadra            | Pti | G | V | N | P | GF | GS | DR  |
| ------------------ | --- | - | - | - | - | -- | -- | --- |
| Al Ahli            | 15  | 6 | 5 | 0 | 1 | 18 | 5  | +13 |
| Pakhtakor Tashkent | 9   | 6 | 3 | 0 | 3 | 9  | 8  | +1  |
| Al Zawraa          | 7   | 6 | 2 | 1 | 3 | 6  | 13 | -7  |
| Al Jaish           | 4   | 6 | 1 | 1 | 4 | 7  | 14 | -7  |

### Gruppo E
| Squadra                 | Pti | G | V | N | P | GF | GS | DR  |
| ----------------------- | --- | - | - | - | - | -- | -- | --- |
| Shenzhen Jianlibao      | 13  | 6 | 4 | 1 | 1 | 9  | 3  | +6  |
| Suwon Samsung Bluewings | 13  | 6 | 4 | 1 | 1 | 14 | 3  | +11 |
| Júbilo Iwata            | 9   | 6 | 3 | 0 | 3 | 11 | 4  | +7  |
| Hoang Anh Gia Lai       | 0   | 6 | 0 | 0 | 6 | 1  | 25 | -24 |

### Gruppo F
| Squadra             | Pti | G | V | N | P | GF | GS | DR  |
| ------------------- | --- | - | - | - | - | -- | -- | --- |
| Shandong Luneng     | 18  | 6 | 6 | 0 | 0 | 15 | 2  | +13 |
| Yokohama F. Marinos | 12  | 6 | 4 | 0 | 2 | 10 | 4  | +6  |
| PSM Makassar        | 4   | 6 | 1 | 1 | 4 | 4  | 14 | -10 |
| BEC Tero            | 1   | 6 | 0 | 1 | 5 | 3  | 12 | -9  |

### Gruppo G
| Squadra     | Pti | G | V | N | P | GF | GS | DR  |
| ----------- | --- | - | - | - | - | -- | -- | --- |
| Busan IPark | 18  | 6 | 6 | 0 | 0 | 25 | 0  | +25 |
| Krung Thai  | 9   | 6 | 3 | 0 | 3 | 5  | 9  | -4  |
| Persebaya   | 4   | 6 | 1 | 1 | 4 | 2  | 10 | -8  |
| Binh Dinh   | 4   | 6 | 1 | 1 | 4 | 2  | 15 | -13 |

## Quarti di finale
| Squadra 1       | Totale | Squadra 2          | Andata | Ritorno   |
| --------------- | ------ | ------------------ | ------ | --------- |
| Al Ahli         | 3-4    | Shenzhen Jianlibao | 2-1    | 1-3 (dts) |
| Shandong Luneng | 3-8    | Al-Ittihad         | 1-1    | 2-7       |
| Busan I'Park    | 5-1    | Al Sadd            | 3-0    | 2-1       |
| Al Ain          | 4-4    | PAS                | 1-1    | 3-3       |

## Semifinali
| Squadra 1          | Totale | Squadra 2    | Andata | Ritorno |
| ------------------ | ------ | ------------ | ------ | ------- |
| Shenzhen Jianlibao | 0-6    | Al Ain       | 0-6    | 0-0     |
| Al-Ittihad         | 7-0    | Busan I'Park | 5-0    | 2-0     |

## Finale
| Squadra 1 | Totale | Squadra 2  | Andata | Ritorno |
| --------- | ------ | ---------- | ------ | ------- |
| Al Ain    | 3-5    | Al-Ittihad | 1-1    | 2-4     |

| al-'Ayn 26 ottobre 2005, ore 22:05 UTC+4 Finale - Andata       | Al-Ain    | 1 – 1 referto     | Al-Ittihad | Stadio Tahnoun bin Mohammed |
| \| \| \| \| \| Msarri 51’ \| Marcatori \| 86’ (rig.) Kallon \| |           |                   |            |                             |
|                                                                |           |                   |            |                             |
| Msarri 51’                                                     | Marcatori | 86’ (rig.) Kallon |            |                             |

| Gedda 5 novembre 2005, ore 19:45 UTC+3 Finale - Ritorno                                                 | Al-Ittihad | 4 – 2 referto                 | Al-Ain | Stadio Principe Abd Allāh bin Fayṣal |
| \| \| \| \| \| Kallon 2’ Noor 33’ Job 56’ Al-Dokhi 67’ \| Marcatori \| 55’ (rig.) Ahmed 90+1’ Tejada \| |            |                               |        |                                      |
| |            |                               |        |                                      |
| Kallon 2’ Noor 33’ Job 56’ Al-Dokhi 67’                                                                 | Marcatori  | 55’ (rig.) Ahmed 90+1’ Tejada |        |                                      |